# Кафр

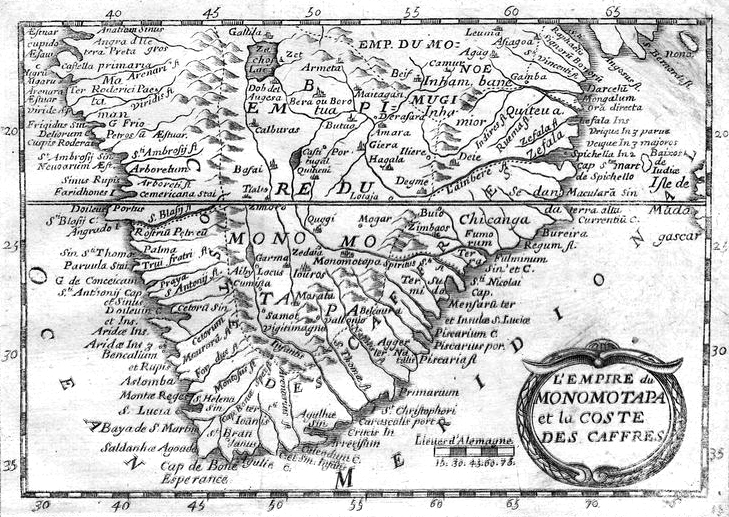
«Королевство Мономотапа и берег кафров» (1688)

Кафр (порт. сafre, африк. kaffer, англ. kaffir) — термин, который с XVI века использовали португальцы в отношении чернокожих жителей Южной Африки и который впоследствии стал употребляться как оскорбительный расистский термин.
Происходит от арабского слова «кафир» (كافر), означающего «неверного», не мусульманина. Так арабские купцы, торговавшие с африканскими народами, называли языческие племена. Затем этот термин переняли у них (возможно, через суахили) португальские мореплаватели.
В XVI—XVII веках европейцы называли кафрами всю совокупность племён, живших к югу от рек Замбези и Конго, но позже стало сознаваться различие между племенами западной части Южной Африки — готтентотами и восточной — племенами, говорившими на языках банту, которых европейцы и называли кафрами.
Затем в более узком смысле кафрами буры стали называть воинственные пастушеские племена Юго-Восточной Африки — зулусов, коса, пондо и финго.
В XX веке, особенно в период апартеида с 1948 года, слово «кафр» (каффир) приобрело презрительный смысл и стало восприниматься чернокожими жителями ЮАР как крайне оскорбительное (так же как слово «ниггер» в США). С 1976 года суды ЮАР стали признавать его уголовно наказуемым оскорблением.
Кличкой Kaffir-boetie (брат кафров) (boetie на африкаанс означает «брат») презрительно называли белых, сочувствовавших чернокожим и помогавшим им.
Принятый в ЮАР в 2000 году, после отмены апартеида, закон «О способствовании равенству и предотвращении несправедливой дискриминации» запрещает расистские оскорбления, к которым, как понимается, относится и слово «кафр» (каффир).
В июле 2024 года на Международном ботаническом конгрессе в Мадриде было принято решение с 2026 года изменить латинские названия более 200 растений, грибов и водорослей с cafr-, cafer-, caffr- и caffer-, отбросив букву «c». Это первый случай в современной науке, когда такие названия биологических видов изменяются, так как наносят оскорбление. Например, Erythrina caffra станет Erythrina affra.